# Ivoz-Ramet
Ivoz-Ramet is een plaats en deelgemeente van de Belgische gemeente Flémalle.
Ivoz-Ramet ligt in de provincie Luik. Van de Franse Tijd tot 1 januari 1977 was Ivoz-Ramet een zelfstandige gemeente. Nadien ging het op in de gemeente Flémalle. 
Het is de locatie van de Pont-barrage d'Ivoz-Ramet.
Ivoz-Ramet bestaat uit de plaatsen Ramet, Ramioul en Ivoz. Deze waren elk de zetel van een heerlijkheid.

## Demografische ontwikkeling
- Bronnen:NIS, Opm:1831 tot en met 1970=volkstellingen, 1976= inwoneraantal op 31 december

## Geboren
- Jules Brouns (1885-1971), beeldhouwer

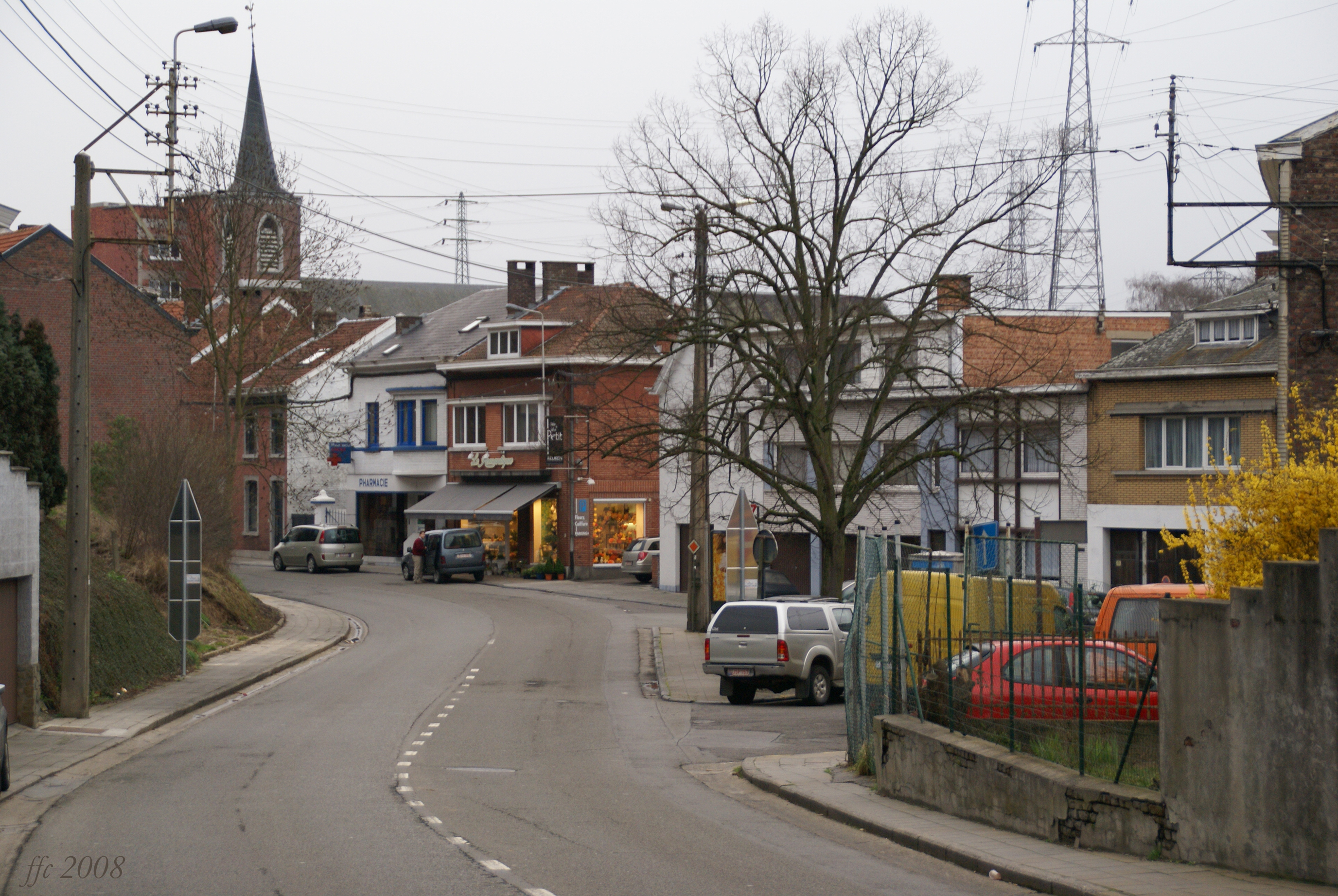
Ivoz-Ramet, zicht op de hoofdstraat
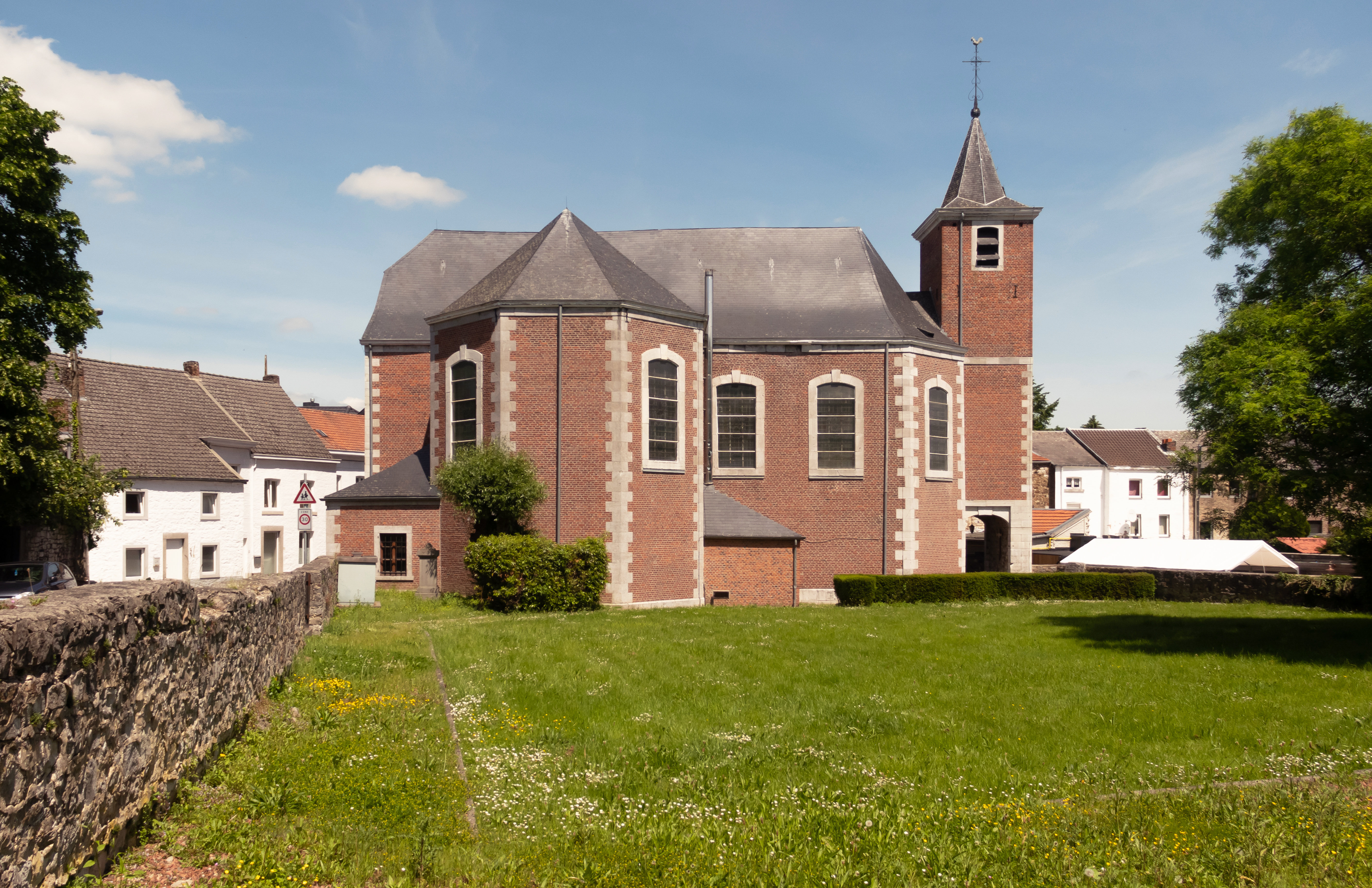
De Heilige Petrus-en Pauluskerk
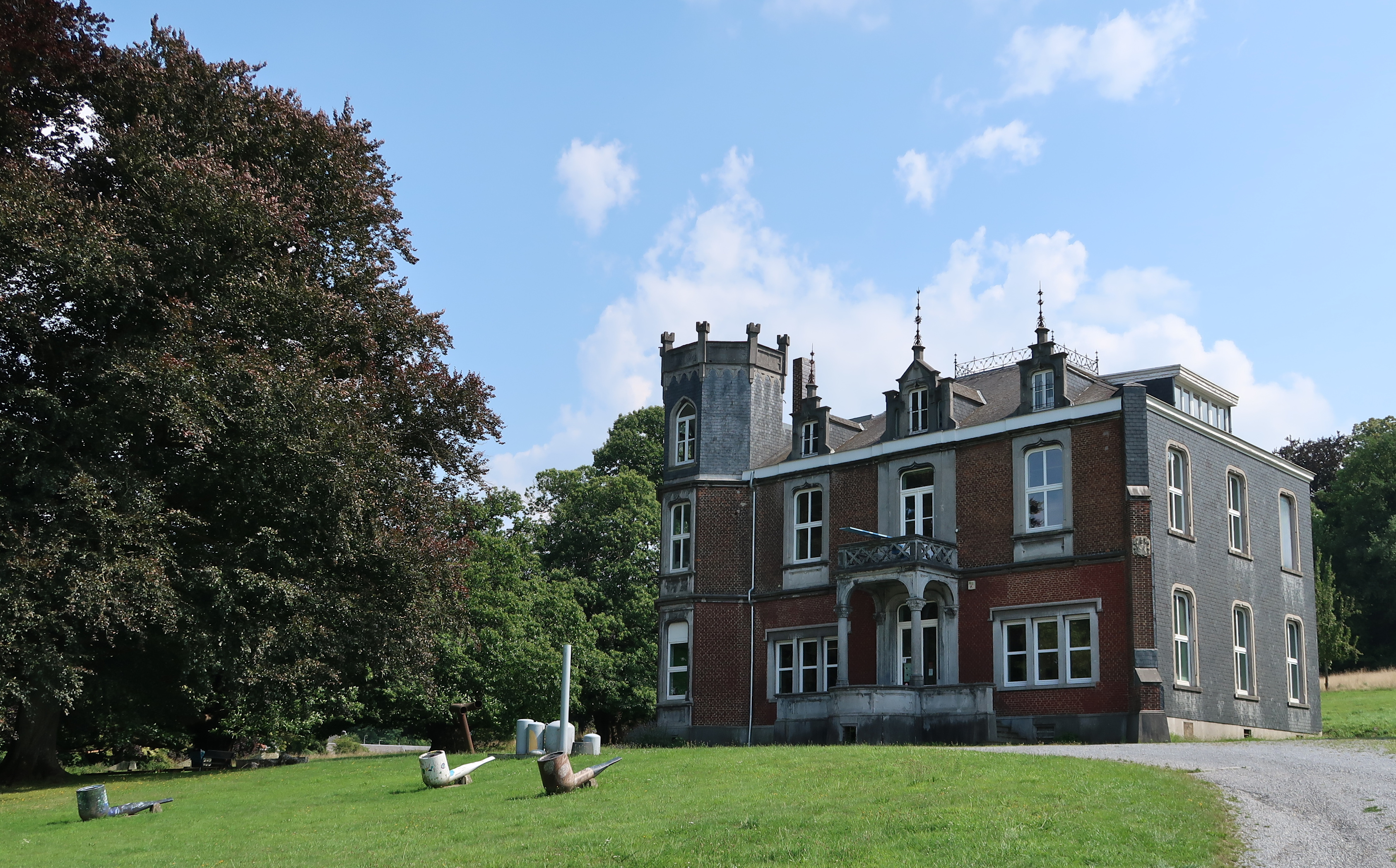
Waals centrum van hedendaagse kunst

Deelgemeenten: Awirs · Chokier · Flémalle-Grande · Flémalle-Haute · Gleixhe · Ivoz-Ramet · Mons-lez-Liège

Overige plaatsen: Cahottes · Souxhon

Belgische gemeenten · arrondissement Luik · provincie Luik · Wallonië